# Subate
Subate (deutsch: Subbath) ist eine Stadt in Lettland nahe der Grenze zu Litauen. Subate liegt in Sēlija, dem östlichen Teil der Region Semgallen (lettisch: Zemgale), 40 km westlich von Daugavpils (deutsch: Dünaburg) und hat 554 Einwohner (Stand 1. Januar 2022).

## Geschichte
Im Jahr 1570 übertrug Gotthard Kettler, der erste Herzog von Kurland und Semgallen, der deutschbaltischen Familie Plater, die als Adlige im ganzen südöstlichen Lettland herrschten, einen Herrschaftssitz am See von Subate. So entstand Alt-Subbath. Nach der Gegenreformation trat die Familie Plater-Sybergs zum Katholizismus über. Als sie versuchte, auch ihre Leibeigenen zum Übertritt zu bewegen und den Lutheranern ihre Sankt-Georg-Kirche zu entziehen, gründeten diese auf der gegenüberliegenden Seeseite auf dem Grundbesitz des Hektor Friedrich von Sacken Neu-Subbath (lett. Jaunsubate). Erst 1894 vereinigten sich die beiden Orte.
Im späten 19. Jahrhundert machten Juden die Hälfte der Bevölkerung aus; 1914 hatte der Ort 2300 Einwohner. 1917 erhielt Subate das Stadtrecht. In der Stadt wurde hauptsächlich mit litauischem Flachs gehandelt; dieser Handel wurde aber nach dem Ersten Weltkrieg bedeutungslos.
Fast alle Juden aus Subate wurden 1941 während der deutschen Besatzung durch SS-Einheiten unter Walter Stahlecker umgebracht.

## Sehenswürdigkeiten
- Die 1686 erbaute evangelisch-lutherische Kirche zu Subate repräsentiert in ihrem Stil die Bestrebungen der Kirche, einen idealen Raum für Gottesdienste zu schaffen, bei denen die Predigt im Mittelpunkt steht. Die Kirche wurde als Architekturdenkmal anerkannt.
- Die katholische Kirche St. Michael wurde 1831 errichtet.

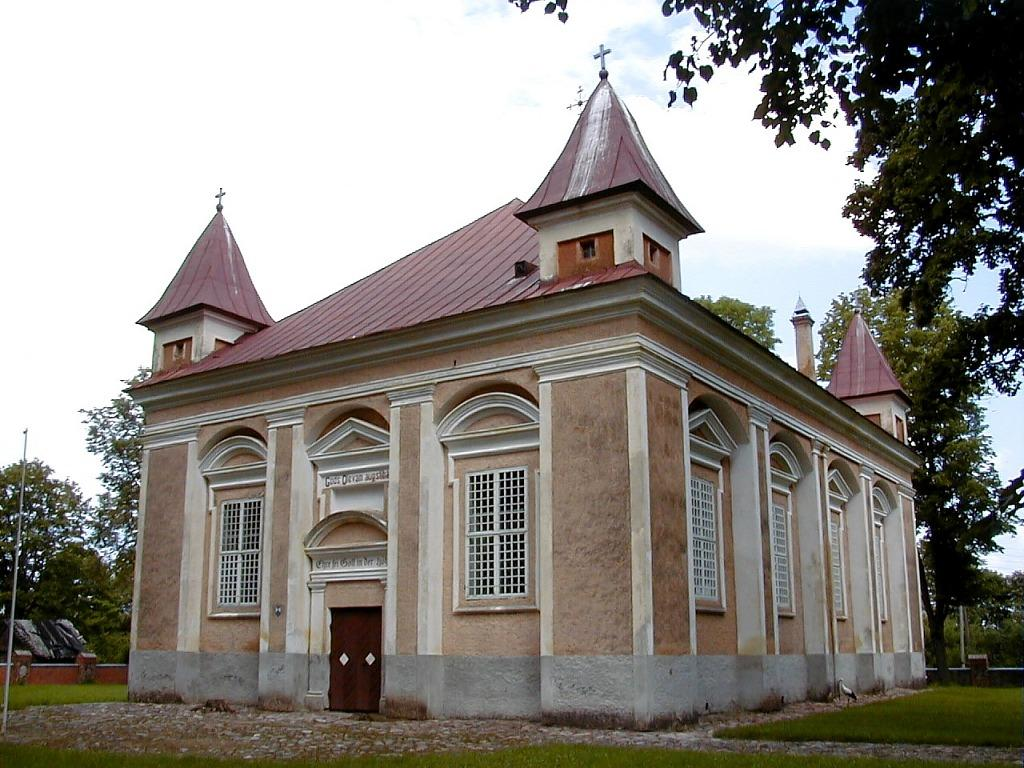
Evangelisch-lutherische Kirche zu Subate
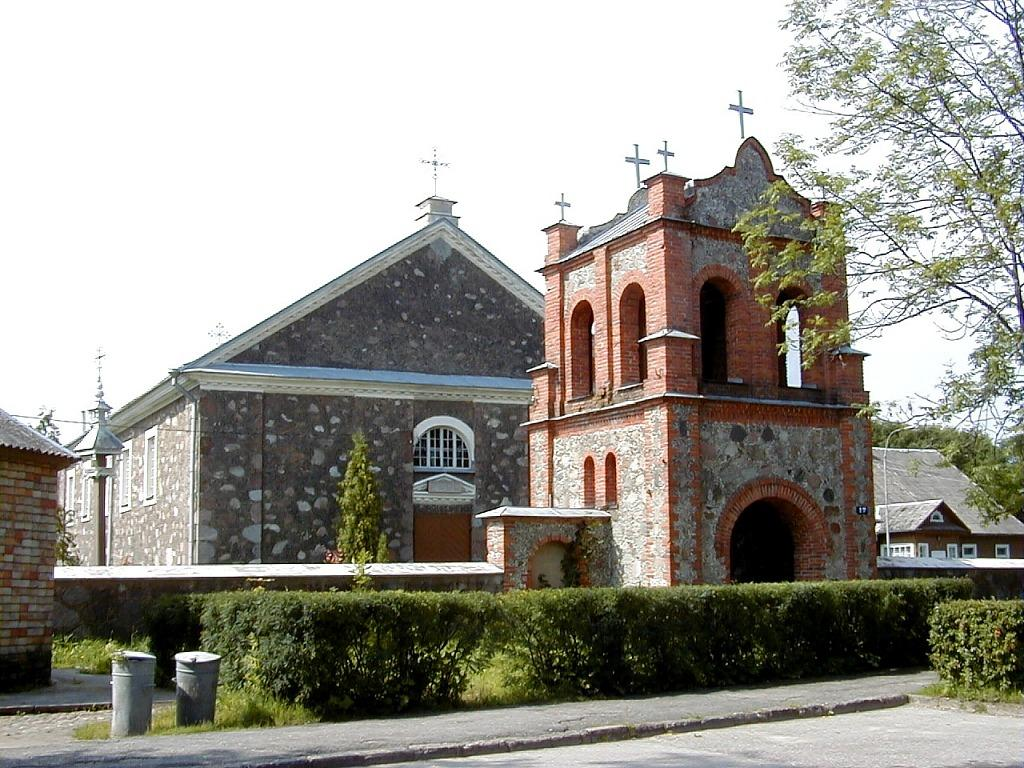
Katholische St.-Michael-Kirche zu Subate
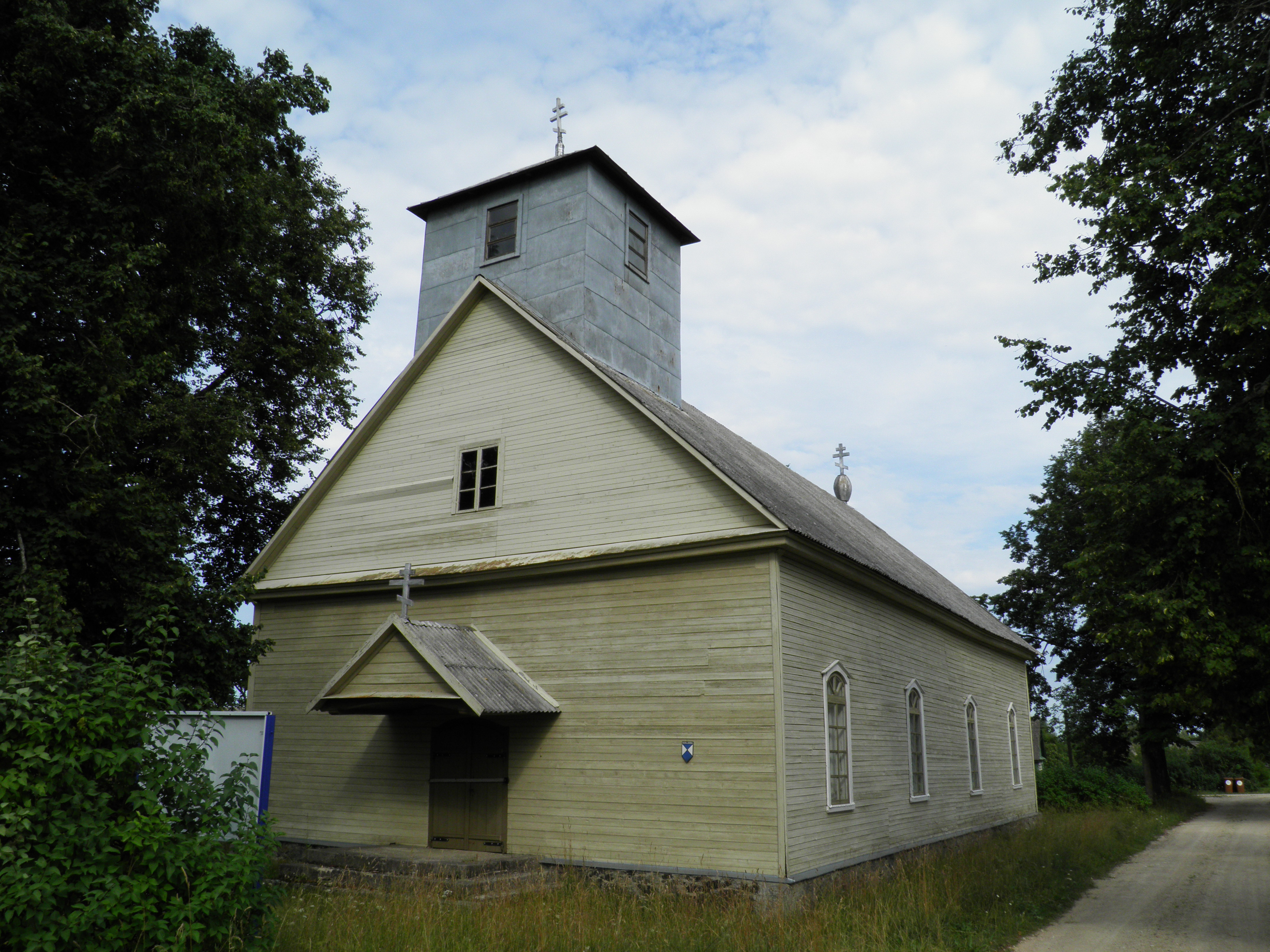
Kirche der Altgläubigen zu Subate
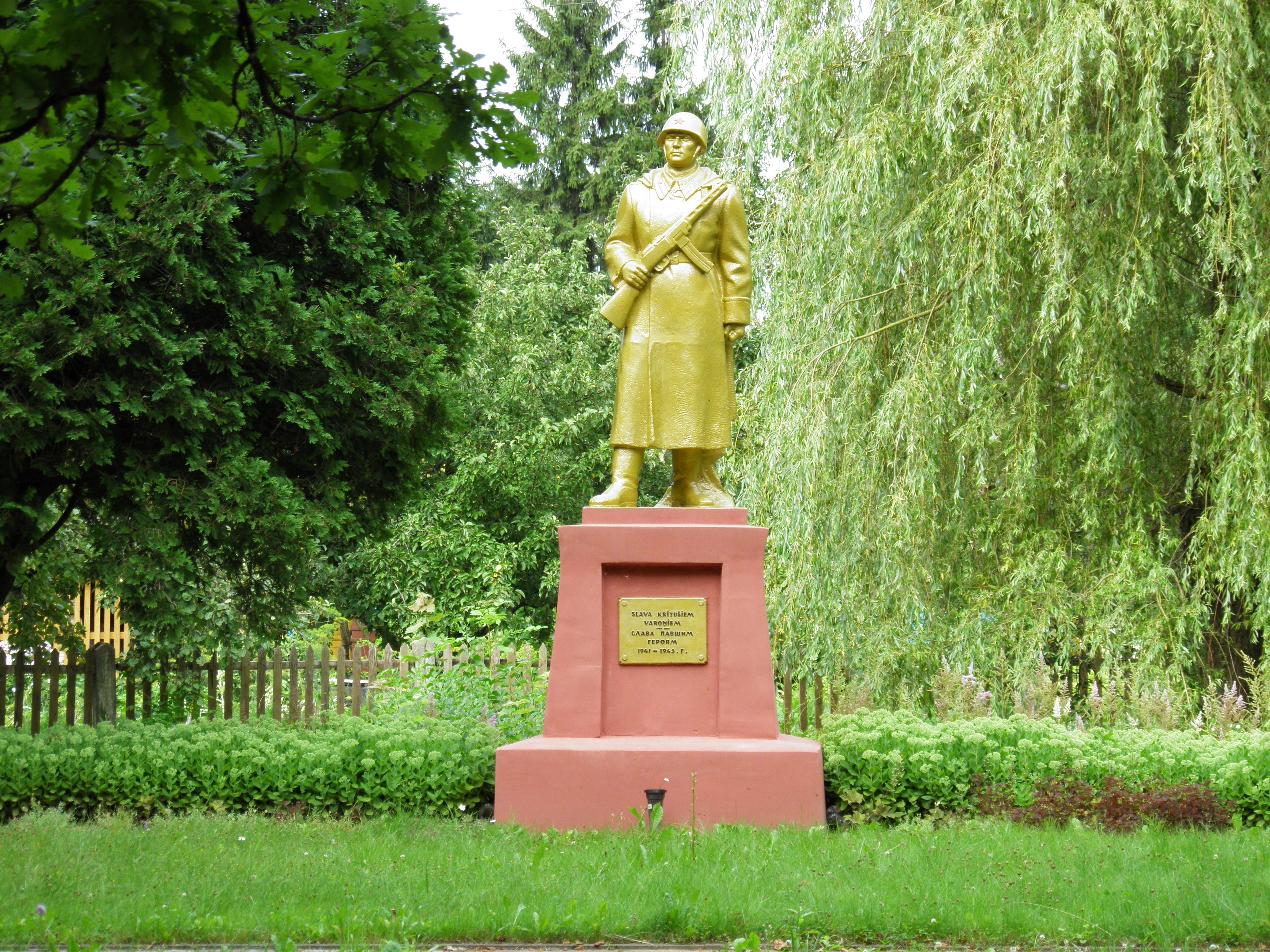
Sowjetisches Gefallenendenkmal

## Berühmte Söhne und Töchter des Ortes
- Armin von Gerkan (1884–1969), deutscher klassischer Archäologe und Bauforscher